# Wiszowa Kępa
Wiszowa Kępa – wyspa w północno-zachodniej Polsce, między Starą Świną i jeziorem Wicko Wielkie. Wyspa nie jest zamieszkana. 
Na Wiszowej Kępie znajduje się zadrzewienie olchowe ze stanowiskiem wiciokrzewu pomorskiego.
Administracyjnie należy do miasta Świnoujście. Wyspa wchodzi w obszar Wolińskiego Parku Narodowego. Została objęta obszarem specjalnej ochrony ptaków „Delta Świny” oraz obszarem ochrony siedlisk „Wolin i Uznam”.
Przy wschodniej części wyspy Stara Świna jest połączona z Zalewem Szczecińskim.
Do 1945 r. stosowano niemiecką nazwę Schilf-Insel. W 1949 r. ustalono urzędowo polską nazwę Wiszowa Kępa.